# Morti nel 480 a.C.
| Questa pagina contiene informazioni ricavate automaticamente dalle voci biografiche con l'ausilio del template Bio e di un bot. L'aggiornamento è periodico e automatico e ricostruisce completamente la pagina. Se manca una persona in questa lista, sei pregato di non aggiungerla, ma accertati piuttosto che la sua voce biografica contenga il template Bio e che i dati anagrafici siano correttamente compilati. Se il template Bio manca, inseriscilo tu stesso o, in alternativa, metti l'avviso {{tmp\|Bio}} che ne segnala la mancanza. Se i dati riportati sono sbagliati, correggi direttamente la voce biografica; le modifiche saranno visibili in questa lista entro pochi giorni. Per chiarimenti vedi il progetto biografie. La lista contiene solo le 10 persone che sono citate nell'enciclopedia e per le quali è stato implementato correttamente il template Bio. Pagina aggiornata al 10 feb 2025. |

- 10 agosto - Eurito di Sparta, militare spartano
- 23 settembre - Ariabigne, ammiraglio persiano
- 23 settembre - Damasitimo, re persiano
- Amilcare I, condottiero cartaginese
- Demofilo, militare greco antico
- Efialte di Trachis, greco antico
- Quinto Fabio Vibulano, politico e militare romano
- Leonida I, re spartano
- Gneo Manlio Cincinnato, politico e militare romano
- Pantite, militare spartano